# Robby Judes
Robby Judes, né à Pointe-à-Pitre, est un haut fonctionnaire français, ambassadeur de France aux Comores de 2014 à 2017, puis ambassadeur au Vanuatu du 18 octobre 2018 au 21 mars 2019.

## Biographie
Robby Judes est titulaire d'un diplôme d'ingénieur chimiste en 1982 et d'un DEA en sciences de l'homme en 1995. Il est analyste informaticien, puis ingénieur technico-commercial et enfin directeur de département dans des sociétés de services en informatique (1983-1998). Il intègre ensuite l’École nationale d'administration (promotion Copernic),.
À sa sortie de l’école, en 2002, il est affecté au ministère de l’Enseignement supérieur et de la Recherche comme chef du bureau de l’emploi scientifique.
En 2005, il est nommé conseiller de coopération et d’action culturelle adjoint à l’ambassade de France aux États-Unis, à Washington. En 2007, il dirige le service chargé du secteur « Afrique méditerranéenne, Proche-Orient » puis « Égypte, Levant, Corne de l’Afrique » au sein de l’Agence pour l'enseignement français à l'étranger. En 2011, il est également conseiller au « Commissariat pour 2011, année des Outre-mer français », où il est chargé des affaires internationales, européennes, institutionnelles et des mécénats.
En 2012, il entre au cabinet du ministre des Outre-mer, Victorin Lurel, comme conseiller diplomatique.
Par un décret du 9 juillet 2014, Robby Judes est nommé ambassadeur de France aux Comores,. Depuis Alexis Leger dit Saint-John Perse, diplomate, poète et prix Nobel de littérature, il est le premier ultramarin à exercer la fonction d'ambassadeur de France.
En juin 2017, il partage l'iftar avec le ministre comorien des Affaires étrangères Mohamed Bacar Dossar à la suite de l'usage inapproprié du terme kwassa kwassa par le président français Emmanuel Macron. En septembre 2017, Jacqueline Bassa-Mazzoni lui succède à ce poste.
En février 2018, Robby Judes rejoint le délégué interministériel à la lutte contre le racisme, l'antisémitisme et la haine anti-LGBT pour une mission de conseiller diplomatique et Outre-mer.
Il est ambassadeur au Vanuatu du 18 octobre 2018 au 21 mars 2019. Le Quai d'Orsay le démet de ses fonctions quand deux femmes portent plainte contre lui pour abus sexuels, des faits qu'il nie. Les plaintes sont classées sans suite en juillet 2019 par le procureur de la République de Nouméa, mais Robby Judes ne récupère pas son poste d'ambassadeur.

## Décorations
- Chevalier de la Légion d'honneur[15]

## Articles liés
- Liste des ambassadeurs de France au Vanuatu